# 바나나다인

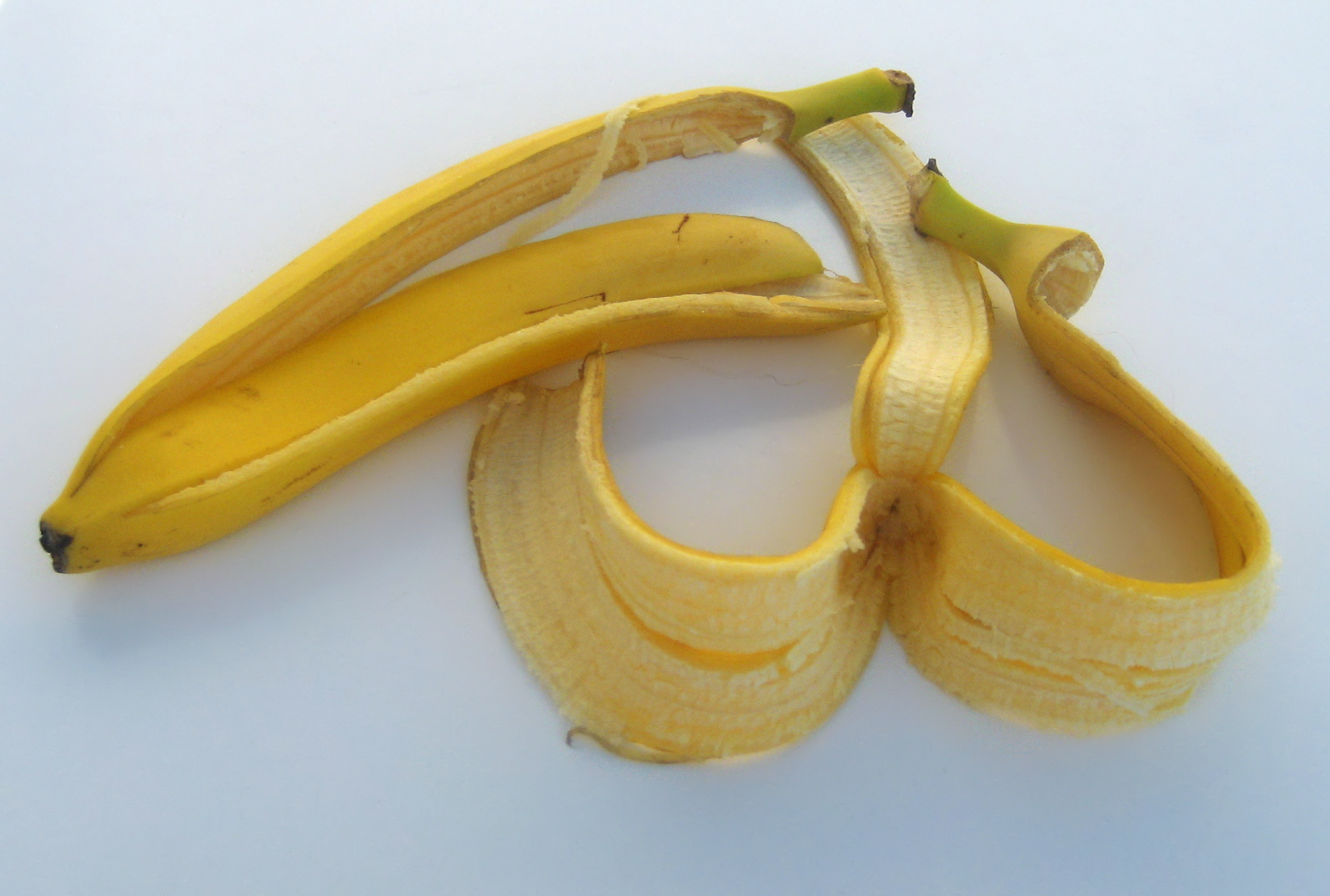
바나나 껍질

바나나다인(Bananadine)은 바나나 껍질에서 추출된 가상의 향정신성 물질이다. 바나나 껍질에서 "추출"하기 위한 가짜 레시피는 원래 1967년 3월 버클리 밥(Berkeley Barb)에 출판되었다.

## 역사와 영향
불과 몇 달 전 도노반의 히트 싱글 'Mellow Yellow'(1966)가 발매됐고, 당시 대중문화에서는 이 노래가 바나나 껍질을 피우는 내용으로 여겨졌다. 1967년 8월 6일, 노래가 발표된 직후 바나나다인은 "Cool Talk About Hot Drugs"라는 제목의 뉴욕 타임스 매거진 기사에 소개되었다.
최초의 사기(hoax)는 향정신성 약물을 불법화하고 이를 복용한 사람을 기소하는 윤리에 대한 의문("일반적인 바나나에 향정신성 성분이 포함되어 있다면 정부는 어떻게 반응할까?")을 제기하기 위해 고안되었지만 세실 애덤스(Cecil Adams)는 더 스트레이트 도프(The Straight Dope)에서 다음과 같이 이야기한다:
전신 서비스와 그 이후 전국이 갈고리, 줄, 바퀴벌레 클립에 빠졌다. "스모크아웃츠"(Smokeouts)가 버클리에서 열렸다. 다음 부활절 일요일, 뉴욕 타임즈는 "비트족과 학생들이 센트럴 파크의 'be-in'에서 '바나나-바나나'를 외쳤다"고 보도했으며 2피트 길이의 나무 바나나를 들고 행진했다. 미국 식품의약국(FDA)은 "바나나 껍질의 환각 효과 가능성"을 조사하고 있다고 발표했다.
그럼에도 불구하고, 바나나다인은 버클리 밥 기사가 사실이라고 믿는 윌리엄 파월(William Powell)이 1970년에 디 아나키스트 쿡북(The Anarchist Cookbook)에서 "Musa sapientum Bananadine"(바나나의 오래된 이항 명명법 참조)이라는 이름으로 이 방법을 재현하면서 더욱 널리 알려지게 되었다. 1971년 한 줄짜리 농담 만화책이 출간되었는데, 이 책에는 한 십대가 밤에 비밀리에 동물원 고릴라에게 바나나 다발을 건네주면서 "그냥 껍질을 다시 던져라, 친구!"라는 대사를 외치는 만화가 포함되어 있었다.